# Chliaria cachara
Chliaria cachara är en fjärilsart som beskrevs av Moore 1883. Chliaria cachara ingår i släktet Chliaria och familjen juvelvingar. Inga underarter finns listade i Catalogue of Life.